# مسجد السلطان شريف علي
مسجد السلطان شريف علي يقع المسجد في منطقة سينغكورونغ، على بعد حوالي ستة عشر كيلومتر من مدينة بندر سري بكاوان عاصمة بروناي.

## البناء
تم بناء مسجد السلطان شريف علي على مساحة أرض تبلغ 4 دونمات، وتم الانتهاء من بناء المسجد في شهر يناير كانون الثاني من عام 1986، وبلغت مجموع نفقات البناء مبلغ قدره 3،770،055.00 رينغيت بروني.

## الافتتاح
افتتح مسجد السلطان شريف علي رسميا من قبل بادوكا سيري السلطان الحاج حسن البلقية سلطان بروناي دار السلام، في الثامن عشر من شهر الله المحرم من عام 1406 هـ الموافق الثامن والعشرين من شهر فبراير من عام 1986، لمسجد السلطان شريف علي قدرة استيعابية تقدرة بنحو 3،000 مصلي في وقت واحد، ونظرا لعدد السكان والمصلين المتزايد فقد اجريت تجديدات متزايدة في أبريل من عام 1998، وأكملت التجديدات بعد 6 أشهر من بدأ التجديد، وبلغت نفقات التجديد مبلغ قدره نحو 38،900.00 دولار.

## وصلات خارجية
- موقع مسجد السلطان شريف علي على الخريطة
- ألبوم صور مسجد السلطان شريف علي